# Áras an Uachtaráin
Áras an Uachtaráin è la residenza presidenziale irlandese: è situata in Phoenix Park, nel Northside di Dublino.
Nathaniel Clements, guardaboschi del parco e architetto dilettante, disegnò la casa nella metà del XVIII secolo. 
Dopo la costruzione, l'edificio è stato residenza dei vari capi di Stato: il Lord-Lietenant durante il Regno d'Irlanda, il Governatore Generale nello Stato Libero d'Irlanda e, attualmente, il Presidente della Repubblica.